# Max Stern
Max Stern, né le 18 avril 1904 à Mönchengladbach (Allemagne) et mort le 30 mai 1987 à Paris, est un propriétaire de galerie d'art influent, un collectionneur et un philanthrope montréalais.

## Biographie

### Jeunesse et début de carrière
Né en Allemagne, d'un père collectionneur et marchand d'art, Max Stern étudie l'histoire de l'art dans les villes de Cologne, Berlin et Vienne, avant d'obtenir un doctorat de l'Université de Bonn en 1928. Il acquiert ensuite son expérience à la galerie de son père à Düsseldorf.
En 1935, Max Stern ouvre une galerie à Londres.
Devant la montée du nazisme, Max Stern s'établit à Londres. Pendant la Seconde Guerre mondiale, il est interné dans un camp de réfugiés, en tant que citoyen allemand. En 1941, il choisit d'émigrer au Canada où il demeurera détenu dans des camps pendant presque deux ans.
Sa collection d'art est volée par les nazis.

### Carrière au Canada
En 1942, Max Stern commence à travailler à la Dominion Gallery of Fine Arts, fondée à Montréal l'année précédente par Rose Millman. Il en devient associé en 1944, puis acquiert la galerie en 1947, avec sa femme Iris  Westerberg.
À l'arrivée de Max Stern à Montréal, le marché de l'art est dominé par quelques galeries conservatrices. Sur les conseils de Maurice Gagnon et de John Lyman, il décide de diffuser les œuvres d'artistes canadiens vivants, surtout en art actuel.
Il fait signer à plusieurs d'entre eux des contrats d'exclusivité, une formule qui permet à la galerie de contrôler le marché, et d'offrir une assurance financière aux artistes.
En 1944, a lieu la première exposition commerciale d'Emily Carr qui connaît un grand succès. Max Stern s'intéresse également aux artistes européens, surtout français, tel Kees van Dongen dont il se porte acquéreur de plusieurs œuvres. Il sera le premier marchand à vendre des Vassily Kandinsky au Musée d'art moderne de New York. Au milieu des années 1950, il rencontre le Britannique Henry Moore qui lui présente d'autres sculpteurs modernes, et dès lors la Galerie Dominion développera ce nouveau créneau. Il obtient également l'exclusivité de la vente des œuvres de Auguste Rodin au Canada. Après le décès de Max Stern, en 1987, et selon sa volonté, la galerie poursuit ses activités jusqu'en 2000.
Max Stern et sa femme Iris Westerberg vont au fil des ans amasser une collection d'œuvres qu'ils offriront à certaines institutions publiques du pays et de l'étranger. Montréal compte parmi les principaux bénéficiaires de cette générosité. Au total, 160 œuvres d'artistes canadiens mais également européens sont ainsi offertes au Musée des beaux-arts de Montréal, au Musée d'art contemporain de Montréal et à la Galerie Leonard & Bina Ellen de l'Université Concordia.
Considéré comme l'un des plus importants marchands d'art de l'histoire canadienne, Max Stern a joué un rôle majeur dans la promotion des artistes modernes du Canada à une époque où plusieurs n'avaient aucun débouché.

### Collection Max Stern
Dans la collection d'art de Stern, une huile sur toile d'Émile Vernet-Lecomte de 1869, intitulée Aimée - Une jeune Égyptienne, est restituée sans condition, le 19 octobre 2006, après un accord amiable entre le vendeur, l'acheteur et l'exécuteur testamentaire de Max Stern.

## Artistes représentés
Artistes représentés par Max Stern à la Galerie Dominion de Montréal (liste partielle) :
- Jean Arp
- Paul-Émile Borduas
- Jean-Paul Riopelle
- Emily Carr
- Jean-Philippe Dallaire
- Stanley Cosgrove
- Jacques de Tonnancour
- Eric Goldberg
- E. J. Hughes (en)
- Wassily Kandinsky
- Kees van Dongen
- James Wilson Morrice
- Henry Moore
- John Lyman
- Anna Noeh
- Jeanne Rhéaume
- Auguste Rodin
- Marian Scott
- Goodridge Roberts
- Jori Smith
- Gentile Tondino (en)
- Tristan Tondino (d)
- Louise Gadbois

## Honneurs
- 1984 : Membre de l'Ordre du Canada
- 1985 : Doctorat honorifique de l'Université Concordia
- À l’occasion de l’inauguration du Jardin de sculptures Max et Iris Stern, le Musée des beaux-arts de Montréal présentait à l'automne 2005, l'exposition Max Stern - Collectionneur, marchand d'art et mécène regroupant une cinquantaine de tableaux offerts à trois musées montréalais par Max Stern. Cette présentation explorait tout particulièrement le rôle déterminant que Max Stern a joué dans la diffusion de l’art moderne canadien tout en reflétant la diversité de ses goûts. L’exposition a été une coproduction du Musée des beaux-arts de Montréal, du Musée d'art contemporain de Montréal et de l’Université Concordia de Montréal.

## Sources
- Georges-Hébert Germain. Un Musée dans la ville. Une histoire des Musée des beaux-arts de Montréal. 2007
- Le Devoir